# 2021年9月逝世人物列表
2021年逝世人物列表：1月 - 2月 - 3月 - 4月 - 5月 - 6月 - 7月 - 8月 - 9月 - 10月 - 11月 - 12月
2021年9月逝世人物列表，是用于汇总2021年9月期间逝世人物的列表。

## 依日期排序

### 30日
- 刁筠寿，105岁，中国政治人物，核工业部副部长。[1][2]
- 赵已然，58岁，中国男歌手，呼吸功能衰竭身亡。[3]
- 康雄安，79岁，新加坡画家，死於 COVID-19。[4]
- 椙山浩一（日語：椙山 浩一），90岁，日本音樂作曲家，死於敗血症。[5]
- 查爾斯·尤羅（英語：Charles Juroe），98歲，美國電影公關，14部詹姆士·龐德電影的歐洲公關。[6]
- 黃慧娟，71歲， 世界知名保養品牌「The Body Shop美體小舖」的台灣區創辦人。[7]

### 28日
- 孔祥楷，84岁，中国政治人物，衢州市政协原副主席、党组原成员、孔子第75代嫡长孙。[8]
- 朱秉谦，88岁，中国男演员、国家京剧院京剧演员，代表作《西游记》电视剧扮演“太乙天尊”。[9]
- 王建民，78岁，中国人民解放军上将，原成都军区司令员。[10]

### 27日
- 叶廷芳，84岁，中国德语翻译家。[11]
- 罗杰·亨特（英语：Roger Hunt），83岁，英国退役足球运动员。[12]
- 林西莉，本名安娜·塞西莉亚·林奎斯特（瑞典語：Anna Cecilia Lindqvist），89岁，瑞典汉学家。[13]

### 26日
- 石水勲，77歲，日本企業家，石屋製菓名譽會長，在擔任專務時主導知名產品白色戀人（白い恋人）的開發。[14]

### 25日
- 洪綺陽，51歲，台灣女演員及藝術家，代表作《火神的眼泪》、《翻滚吧！阿信》等。[15]。
- 潘东升，57岁，中華人民共和國政治人物，福建省公安厅党委委员，福州市政府副市长、市公安局局长，一级巡视员，突发疾病殉职[16]。
- 馮滬祥，73歲，中華民國政治人物，曾任立法委員，死于癌症[17]。
- 林婉仪，37岁，香港水警高级督察，执行缉私任务时，搭乘快艇遭疑似走私船撞击，落水殉职。[18]
- 李长兴，89岁，中国政治人物，天津市政协原副主席。[19]

### 24日
- 傅浩強，70歲，美籍香港骨科醫生。[20]
- 張鵬翼，80歲，台灣武俠片導演，死于胃癌。[21]
- 齊藤隆夫（日語：さいとう・たかを），84歲，日本漫畫家，代表作《骷髏13》。死於胰臟癌。[22]

### 23日
- 尼诺·瓦卡雷拉（義大利語：Nino Vaccarella），88岁，意大利赛车手。[23]
- 乔治·乌罗萨·萨维诺（西班牙語：Jorge Urosa Savino），79岁，委内瑞拉籍天主教司铎级枢机，加拉加斯总教区荣休总主教。[24]
- 蘇·湯普森（英语：Sue Thompson），96歲，美國歌手。

### 22日
- 黄宏嘉，97岁，中国微波电子学家，中国科学院院士。[25]
- 阿卜杜勒卡德尔·本萨拉赫（阿拉伯語：عبد القـادر بن صالح），79岁，阿尔及利亚政治人物，曾代理阿尔及利亚总统一职。[26]
- 罗杰·米歇尔（英语：Roger Michell），65岁，美国导演，代表作。[27]
- 李昌安，85岁，中国政治人物，前山东省人民政府省长、前国务院副秘书长。[28]
- 方建宇，88岁，中国政治人物，吉林省政协原副主席。[29]
- 邓仁爱，102岁，中国政治人物，青岛市政协原副主席。[30]

### 21日
- 穆罕默德·侯赛因·坦塔维（阿拉伯語：محمد حسين طنطاوي），85岁，埃及前国防部长、武装部队总司令。[31]
- 梅爾文·范畢柏斯（英语：Melvin Van Peebles），89歲，美國演員和導演，黑人電影教父。[32]
- 威利·葛森，57歲，美國演員，代表作《慾望城市》同志角色「史丹佛」。[33]

### 19日
- 吉米·格雷夫斯（英語：Jimmy Greaves），81歲，前英格蘭足球運動員，曾為英格蘭奪得1966年國際足協世界盃冠軍。[34]
- 張人龍，99歲，香港新界鄉紳，曾任區域市政局主席、立法局議員、新界鄉議局主席。[35]

### 17日
- 衛世輝，62歲，香港TVB非戲劇節目監製及經理，心臟病猝逝。[36]
- 阿卜杜勒-阿齐兹·布特弗利卡（阿拉伯語：عبد العزيز بوتفليقة），84岁，阿尔及利亚前总统。[37]
- 竹下亙（日語：竹下 亘），74歲，日本政治人物，眾議院島根2區當選議員，已故前首相竹下登的異母胞弟，死於食道癌。[38]
- 塔努·帕德马纳班（英語：Thanu Padmanabhan），64岁，印度理论物理学家、宇宙学家。[39]
- 杨拯英，87岁，政协陕西省委员会第五、六、七、八届委员，杨虎城三女。[40]

### 16日
- 简·鲍威尔（英語：Jane Powell），92歲，美國演員、歌手及舞者。[41]
- 史提芬·伯納（英語：Stephen Bonner），103歲，美國空軍飛行員。曾參與二戰的中華民國空軍美籍志願大隊。[42]
- 克里夫·辛克萊（英语：Clive Sinclair）爵士，81歲，英國電子科技工程師，以ZX Spectrum電腦聞名。[43]
- 佟培基，78歲，中國唐詩研究名家，河南大學文學院教授、博士生導師。[44]
- 吳瀚，107歲，中國國家圖書館研究員、離休幹部。有新四軍一師「三大女傑」之稱。[45]

### 15日
- 阿德南·阿布·瓦利德·萨赫拉维（英语：Adnan Abu Walid al-Sahrawi），48歲，大撒哈拉伊斯兰国（英语：Islamic State in the Greater Sahara）首領，被法國軍隊擊斃（死訊宣佈日期）。[46]

### 14日
- 尤里·谢德赫（俄語：Ю́рий Седы́х），66歲，前蘇聯鏈球運動員，1986年歐錦賽以成績86米74創下保持至今的世界紀錄。[47]
- 龍劭華，68歲，本名陳坤倉，台灣資深演員，猝逝。[48]
- 趙鏞基（韓語：조용기），85歲，南韓基督教新教人物，汝矣岛纯福音教会创始人及领袖。[49]

### 13日
- 彤瑪揚蒂（英语：Thommayanti），85歲，泰國小說作家。[50]
- 馬紹孟，87歲，中國人民大學前黨委書記[51]。
- 博里萨夫·约维奇，92岁，第12任南斯拉夫总统，死于2019冠状病毒病[52]。

### 12日
- 高光荣，76岁，中国计算机科学家，特拉华大学教授，中国计算机学会海外理事，ACM、IEEE会士。[53]
- 余成龙，48岁，中国企业家，长安汽车副总裁，死於突发疾病。[54]
- 班·貝斯特（英語：Ben Best），46歲，美國編劇和製片人，《職棒鮮師》的共同創作者。[55]
- 霍九九，29岁，中国网红，死於肺癌。[56]
- 雷思蘭，65歲，資深香港舞台劇演員。死於肺癌。[57]
- 珊卓·詹姆斯（英语：Sondra James），82歲，美國音效協調員和演員，死於肺癌。[58]

### 11日
- 林丽源，86岁，中国京剧表演艺术家，北京京剧院演员、北京市梅兰芳艺术基金会顾问，梅葆玖夫人。[59]
- 阿维马埃尔·古斯曼（西班牙語：Abimael Guzmán），86岁，秘鲁毛派反政府组织秘鲁共产党 (光辉道路)创办人。[60]
- 冯光青，72岁，越南前国防部部长。[61]
- 金同稷，89岁，中华人民共和国教育家、水利专家，大连理工大学原校长。[62]

### 10日
- ，81岁，葡萄牙政治人物，第18任葡萄牙总统[63]。
- 夏尔·科南·班尼（法語：Charles Konan Banny），78岁，科特迪瓦经济学家，政治人物，总理（2005年-2007年）。[64]

### 9日
- 阿健（本名：赵喜建），34岁，中国网红，死於直肠癌。[65]
- 羅哈拉·阿齊茲·薩利赫，阿富汗伊斯蘭共和國看守總統阿姆魯拉·薩利赫之兄弟，遭塔利班處決[66]。
- 鈴木勇士（日語：鈴木 勇士），日本動畫導演、演出家，代表作《EDENS ZERO 伊甸星原》。[67]

### 8日
- 亚历山大·梅尔尼克（英语：Aleksandr Melnik），63岁，俄罗斯电影导演，在拍摄演习画面时坠入悬崖遇难。[68]
- 叶夫根尼·济尼切夫（英语：Yevgeny Zinichev），55岁，俄罗斯联邦紧急情况部部长，因试图营救亚历山大·梅尔尼克而遇难。[68]
- 路易斯·维拉弗尔特（英語：Luis Villafuerte），86歲，菲律賓政治人物[69]。
- 曾万明，57岁，中国政治人物，中共湖南省委常委、宣传部部长。[70]

### 7日
- 张胜利，59岁，中国遗传育种学家，中国农业大学动物科技学院教授，死於高原病。[71]
- 罗云宗，34岁，中国医生，浙江省温州市苍南县炎亭镇中心卫生院院长、主治医师，死於突发心脏病。[72]

### 6日
- ，86岁，香港詩人。[73]
- 贺岩，本名扬·赫克（德語：Jan Hecker），54岁，德国律师、外交官，德国驻华大使。[74]
- ，88歲，法國電影演員、動作片演員。[75]
- 邁克爾·肯尼斯·威廉姆斯（英語：Michael Kenneth Williams），54岁，美国演员。[76]
- ，86岁，台灣女性水彩畫家和散文作家。[77]
- 讓-皮埃爾·亞當斯（英语：Jean-Pierre Adams），73歲，前法國職業足球運動員。曾效力尼斯、巴黎聖日耳門等球會，也代表法國上陣22次。1982年醫療事故而昏迷39年。[78]

### 5日
- 莎拉·哈丁（英语：Sarah Harding），39歲，英國歌手，因乳癌病逝。[79]
- 鍾任壁，89歲，台灣布袋戲「閣」派「新興閣」掌中劇團第五代掌門人。[80]
- 權順旭，39歲，韓國MV導演，女歌手寶兒胞兄。死於腹膜癌。[81]
- 梅兆贊（英語：Jonathan Mirsky），88歲，英國達特茅斯學院的中國語言及歷史教授、倫敦《觀察家報》駐華記者、《紐約書評》長期撰稿人、《泰晤士報》駐香港東亞編輯[82]。

### 4日
- 秦远红，64岁，中国企业家，重庆秦妈实业集团董事长、重庆市劳动模范。[83]
- 安琪，89岁，中国女演员，北京电影学院离休干部。[84]
- 周宏峰，40岁，中国企业家，科华控股股份有限公司董事。[85]
- 穆罕默德·法希姆·達什提，約50歲，或5日逝世，阿富汗記者、政治家和軍官，阿富汗全國抵抗陣線發言人[86]。
- 威拉德·斯科特（英语：Willard Scott），87歲，美國氣象播報員。世界第一位麥當勞叔叔扮演者。[87]

### 3日
- 王钰，95岁，中国经济学家，原中央党校（国家行政学院）特级教授。[88]
- 石俭雄，48岁，中华人民共和国死刑犯，犯故意杀人罪。[89]
- 伊爾瑪·卡利什（英语：Irma Kalish），96歲，美國電視編劇和製片人，死于肺炎。[90]

### 2日
- 王素娟，93岁，中国藻类学专家，上海海洋大学教授。[91]
- 米基斯·提奥多拉基斯（希臘語：Μίκης Θεοδωράκης），96岁，希腊作曲家、政治活动家。[92]
- 梁小明，77岁，中国医疗器械专家，九三学社广州市委副主委。[93]
- 葛贤萼，79岁，中国厨师，上海市特一级面点师、烹饪大师、全国劳动模范。[94]
- 马加奇，82岁，中国男演员、导演，代表作《红楼梦》电视剧执行导演、扮演贾政。[95]
- 罗忠镕，96岁，中国作曲家、音乐理论家，中国音乐学院博士生导师。[96]
- 刘书林，97岁，原中华人民共和国核工业部副部长、党组副书记。[97]

### 1日
- 塔米拉·阿米洛娃（英语：Tamilla Agamirova），93歲，俄羅斯女演員（《唐吉訶德（英语：Don Quixote (1957 film)）》、《馬特奧·法爾哥內（英语：Matteo Falcone）》）。[98]
- 王屑，52歲，中国政治人物，安徽省安庆市太湖县人民政府副县长、公安局局长。[99]
- 薛亞里薩吉拉尼（英语：Syed Ali Shah Geelani），91歲，印度政治人物，克什米爾的分離主義政客。[100]